# Philotheria ceto
Philotheria ceto är en insektsart som beskrevs av Ronald Gordon Fennah 1957. Philotheria ceto ingår i släktet Philotheria och familjen Dictyopharidae. Inga underarter finns listade i Catalogue of Life.